# Melitta Bentz
Melitta Bentz (ur. 31 stycznia 1873 w Dreźnie, zm. 29 czerwca 1950 w Porta Westfalica) – niemiecka gospodyni domowa, wynalazczyni papierowego filtra do kawy, założycielka firmy Melitta.

## Życiorys
Urodziła się 31 stycznia 1873 roku w Dreźnie jako córka Karla i Brigitte (Reinhardt) Liebscher. Jej przodkowie byli właścicielami browaru w Saksonii. Wyszła za mąż za Hugo Bentza i miała z nim dwóch synów: Willy’ego i Horsta oraz córkę Hertę.
Jako wielbicielka kawy, Melitta Bentz, nie mogła pogodzić się z faktem, że ostatni łyk z filiżanki zawsze zawierał więcej fusów niż kawy. Wynalazła filtr do kawy używając zwiniętej bibuły z zeszytu syna, którą włożyła do blaszanego naczynia, w którego dnie zrobiła kilka dziur. 20 czerwca 1908 otrzymała patent na swój wynalazek z cesarskiego urzędu patentowego w Berlinie.
Początkowo produkcję filtrów prowadzono w domu państwa Bentz i pracowali przy niej tylko członkowie rodziny. W 1909 roku Melitta i Hugo pokazali swój wynalazek na targach w Lipsku, co pomogło w zdobyciu większej liczby klientów. W 1912 roku firma zatrudniała 8 osób. Podczas I wojny światowej Hugo i najstarszy syn Willy zostali powołani do wojska. W 1929 roku firma została przeniesiona do Minden w północno-zachodnich Niemczech. Firma początkowo nazywała się M. Bentz, potem Bentz & Sohn, a od 1932 roku używa nazwy Melitta.
Po wybuchu II wojny światowej produkcja filtrów została wstrzymana, a firma otrzymała polecenie produkcji towarów, które wspomagały wysiłek wojenny. Po zakończeniu wojny budynki fabryki zostały zajęte przez wojska alianckie. Dopiero w 1948 roku wznowiono produkcję filtrów i papieru. Obecnie produkuje nie tylko filtry do kawy, ale również akcesoria domowe i ekspresy do kawy.
Melitta Bentz zmarła 29 czerwca 1950 roku.